# Каяхога (окръг, Охайо)
Окръг Каяхога (на английски: Cuyahoga County) е окръг в щата Охайо, Съединени американски щати. Площта му е 3227 km², а населението - 1 393 978 души (2000). Административен център е град Кливланд.